# Knechtek
A Knechtek nevet a lengyelek akasztották a Német Lovagrend zsoldosaira. Az elnevezés a felnémet nyelvben szolgát jelent. A knechtek is többségében Észak-Németországból származtak, s zsoldosok valóban mind szolgaian harcoltak az felfogadójuk mellett, mindössze fizetségért.
A zsoldosság bár katonailag eléggé kiváló teljesítményű, de morálisan a legalacsonyabb szinten állt. Teljesen nemzetietlen haderőt képeztek, s hűségük nagyban függött fizetségüktől. Mindenféle meggyőződés nélkül harcoltak.
Ezeknek a zsoldosseregeknek külön vezéreik voltak, akik szintúgy zsoldosok voltak. Olasz szóval condottieréknek hívták őket (a leghíresebb condottiere Francesco Sforza volt). Ezek olykor saját vagyonukból, vagy a lovagrend által kifizetett pénzből toborozták és képezték ki a hadakat.
A 15. századtól alakították ki a német lovagok haderejüket német zsoldosokból haderejüket. Korábban a pogány balti népek és az ortodox országok ellen viselt háborúikban, sőt Lengyelország ellen is keresztesekből álló hadakkal küzdöttek. Litvánia katolizálása és Lengyelországgal való perszonálunióba való lépése (1386) után már nem küzdhetett római katolikus államok ellen keresztesekkel, saját területükről pedig nem voltak képesek megfelelő létszámú haderőt toborozni a nagy területű lengyel-litván állam ellen, ezért is folyamodtak a zsoldossághoz.
A vereségeit követően a rend állandó pénzhiánnyal küszködött, s hogy a folytonosan támadó lengyelek ellen szüksége volt seregre. Az általa uralt Poroszországban hatalmas földeket adott zsoldosvezéreinek, köztük Bernard von Zinnenbergnek. A végén már annyira nem volt pénze, hogy majdnem minden vagyonát zálogba adta, s 1466-ra teljesen elvesztette a porosz területeit.
A lengyelek a későbbiekben knecht névvel illették a hűbéres porosz herceg seregének katonáit, valamint a lengyel hadsereg kötelékében szolgáló valamennyi német nemzetiségű katonát.